# Brycinus jacksonii
Brycinus jacksonii är en fiskart som först beskrevs av George Albert Boulenger 1912.  Brycinus jacksonii ingår i släktet Brycinus och familjen Alestidae. IUCN kategoriserar arten globalt som starkt hotad. Inga underarter finns listade.